# آرثر موريسون (سياسي)
آرثر موريسون (بالإنجليزية: Arthur Morrison)‏ هو سياسي نيوزلندي، ولد في 22 نوفمبر 1846، وتوفي في 21 نوفمبر 1901. انتخب عضو مجلس النواب النيوزيلندي.